# Giovanni Benedetto Borromeo Arese
Giovanni Benedetto Borromeo Arese, VII marchese di Angera (Milano, 1º luglio 1679 – Milano, 10 marzo 1744), è stato un nobile e imprenditore italiano.

## Biografia

### Infanzia

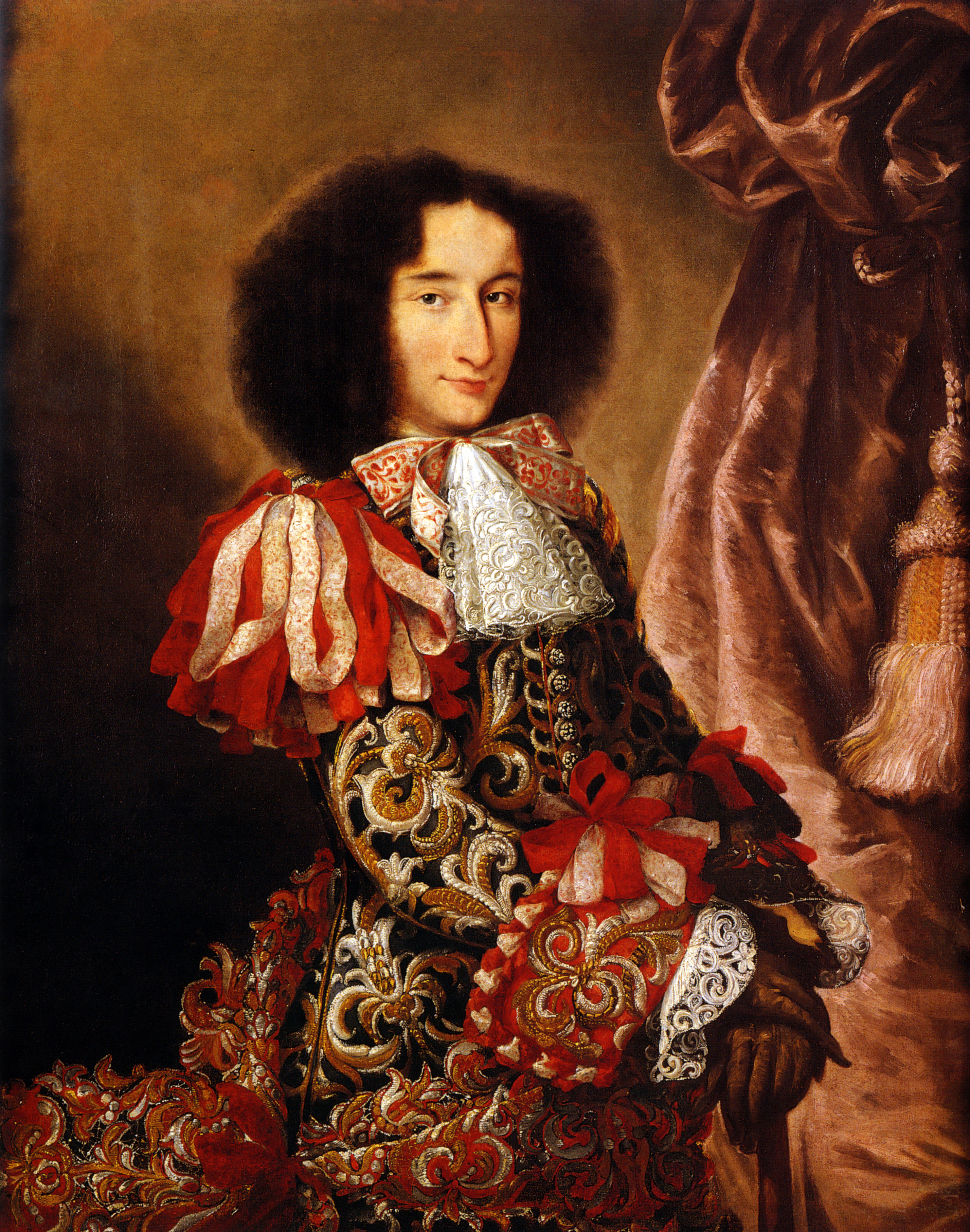
Carlo Borromeo Arese

Figlio primogenito di Carlo Borromeo Arese, viceré del Regno di Napoli, e della contessa Giovanna Odescalchi, nipote di papa Innocenzo XI, Giovanni Benedetto nacque a Milano il 1º luglio 1679.

### Carriera diplomatica

Stemma della famiglia Grillo

Ancora giovanissimo, divenne prefetto della milizia del territorio del Verbano, interessandosi parallelamente anche ad opere di cultura di rilievo locale come quello di promuovere per primo la creazione di un corso di studi di filosofia affidato all'ordine dei Gesuiti presso il collegio di Arona da lui patrocinato. Grazie alla rilevante posizione politica di suo padre, Giovanni Benedetto venne impiegato dal 1701 in una serie di missioni diplomatiche per conto del Ducato di Milano dapprima a Roma e poi a Napoli, sebbene di secondaria importanza. Sempre su consiglio del padre, nel 1707 sposò Clelia Grillo, figlia del duca Grillo, uno dei più importanti esponenti dell'aristocrazia genovese che si era più volte apertamente schierato a favore della politica della Spagna e che aveva ricevuto per ricompensa il feudo di Mondragone nel Regno di Napoli. Questo matrimonio, nell'ottica di suo padre, avrebbe dovuto rafforzare ulteriormente i legami tra l'aristocrazia filo-spagnola anche a Milano, se non fosse che al termine della Guerra di successione spagnola il territorio del ducato di Milano passò definitivamente all'Austria, venendo separato dai domini del Regno di Spagna.

### Matrimonio

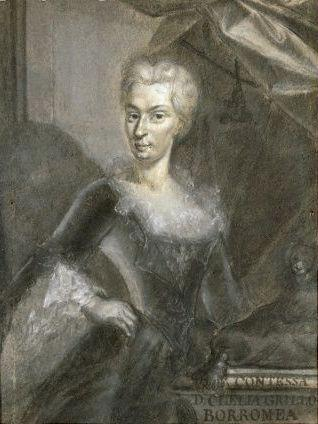
Clelia Grillo Borromeo ritratta da Giuseppe Candido Agudio nel 1750

Giovanni Benedetto sposò l'8 marzo 1707 la nobildonna Clelia Grillo, figlia di Marcantonio Grillo, III marchese di Clarafuente e barone di Mondragone e di sua moglie, Maria Antonia Imperiali di Latiano.

### Attività imprenditoriali

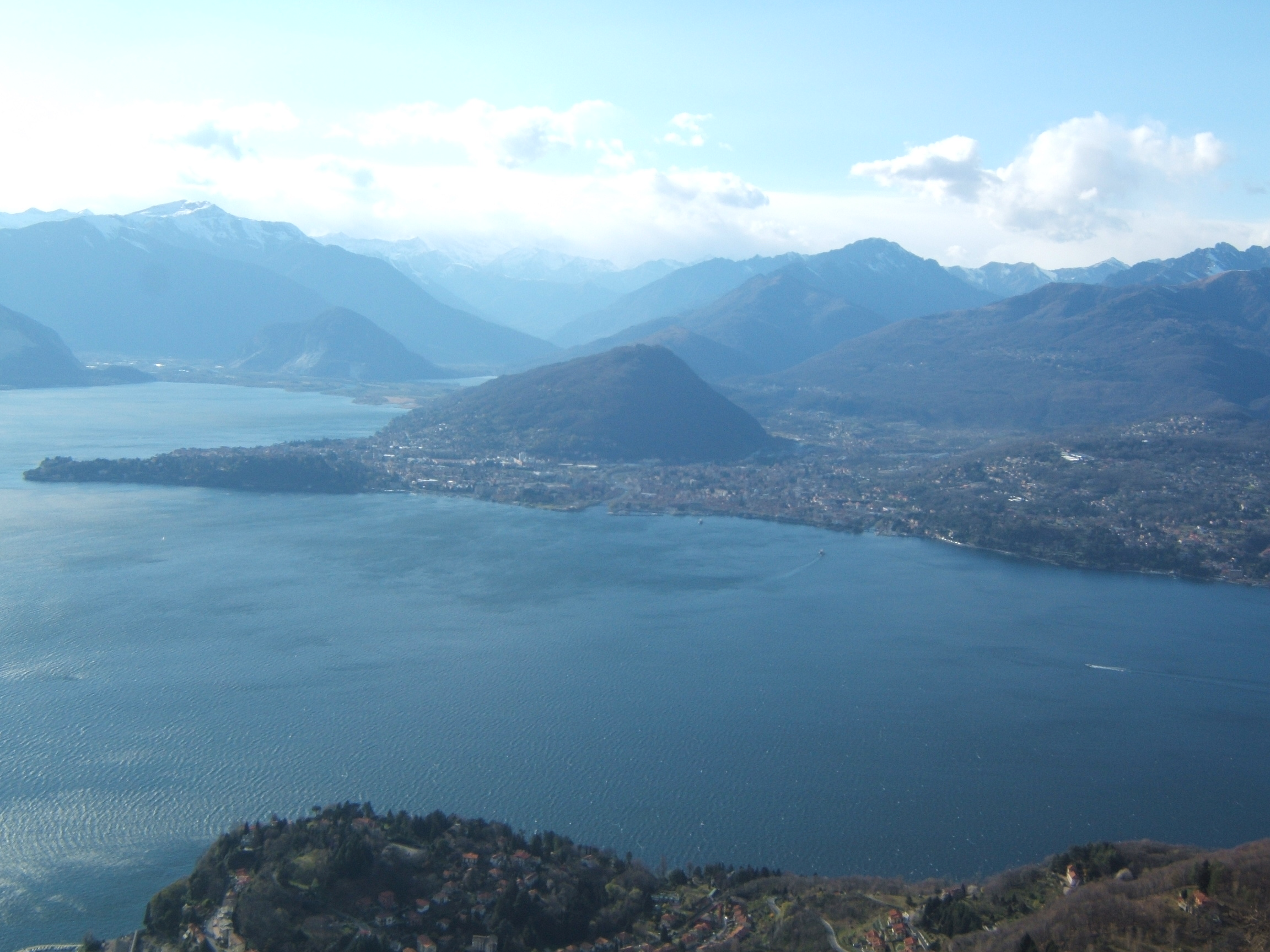
Veduta aerea di Intra

Con il mutamento degli eventi, anche Giovanni Benedetto decise di concentrarsi maggiormente su Milano e sui possedimenti della sua famiglia nel ducato, avviando nuove attività manifatturiere legate al proprio capitale come ad esempio una serie di folle per la carta e mulini nell'area di Intra. A Milano, affiliandosi con l'ingegnere Carlo Giuseppe Ronzio, divenne proprietario di un negozio dal 1720 ove commercializzare i prodotti tessili di propria produzione, così da abbattere i pesanti oneri d'importazione che la politica del protezionismo aveva creato con l'intento di compromettere le antiche corporazioni mercantili ed aumentare la produzione interna al ducato.
L'iniziativa avrebbe dovuto dar vita ad una rete di piccole aziende affiliate che potevano essere dirette da altri piccoli industriali legati alla "casa madre" che divenivano in tal modo azionisti dell'impresa, oltre ad un discreto numero di soci esterni che avevano unicamente il compito di immettere capitale liquido e ricavare guadagni dall'attività. La direzione che le merci avrebbero dovuto prendere, oltre al mercato milanese italiano, era sicuramente quella del Sacro Romano Impero e degli stati della monarchia asburgica, puntando inoltre sulla filatura, la tessitura e la tintura dei prodotti, in particolare della seta e in tempi brevi, "mentre - come commentò lo stesso Giovanni Benedetto in una sua lettera al collega Ronzio - in oggi gli mercanti professori non ponno averle, se non in lungo tempo, dalle monache d'alcuni monisteri".

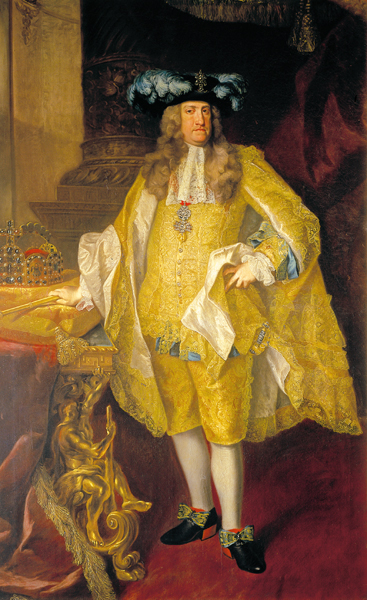
Ritratto di Carlo VI d'Asburgo ad opera di Johann Gottfried Auerbach, 1735.

Un impegno industriale di questa portata, sicuramente avrebbe necessitato dell'appoggio del governo e nel 1720 il conte di Colloredo, governatore generale, concesse tale assenso alla "Casa di San Giuseppe" come divenne nota l'azienda, a patto che essa venisse assistita oltre che dal Borromeo anche dai conti Guido Stampa e Guido Pietrasanta. L'appoggio governativo, che come si è detto risultò fondamentale, veniva incontro perfettamente alle esigenze espresse dall'imperatore Carlo VI che mirava ad una lotta serrata a vagabondi e senzatetto, così che questi stessi potessero trovare facilmente lavoro a Milano e nel contado. L'attività si specializzò subito nella produzione di calze e coperte di tessuti fini o pregiati per il mercato milanese. Per volontà dello stesso Borromeo, inoltre, venne avviata anche una produzione di sapone con la prima coltivazione in Italia della soda, precedentemente importata dalla Spagna.
Non tardò ad ogni modo a farsi sentire la reazione ostile e coalizzata dei mercanti e delle corporazioni milanesi (in particolare dei mercanti di lana e dei tessitori) i quali si opposero al progetto perché i suoi statuti prevedevano che i lavoranti non fossero necessariamente iscritti ad alcuna corporazione, privando così le gilde stesse di un cospicuo numero di lavoratori "certificati" oltre al fatto che, a detta degli stessi corporati, dato che gli statuti prevedevano che nessun lavorante potesse per contratto mettere in piedi proprie attività indipendenti e slegate dalla "Casa di San Giuseppe", fatto che quindi proibiva il diritto di libera concorrenza ed iniziativa.
In breve tempo da queste discussioni, dell'attività non si seppe più nulla, dando quindi ragione di credere che essa sia stata smantellata ed il suo capitale iniziale liquidato tra i consociati.

### Carriera politica

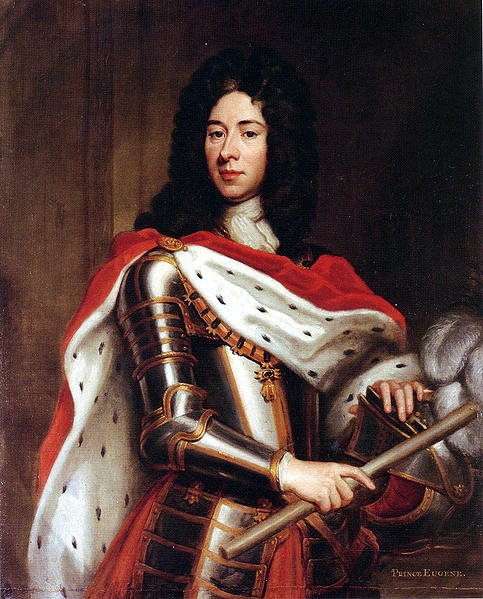
Eugenio di Savoia in un ritratto del 1712

Fallita la carriera imprenditoriale, pur non avendo perso capitale, il Borromeo venne incluso all'interno dell'organismo dei Sessanta Decurioni del Consiglio Generale della città di Milano il 12 luglio 1734, dopo che suo padre aveva lascito quella posizione a seguito della sua morte, ereditando quindi anche tutti i beni e i titoli paterni. Il suo ruolo venne apprezzato dagli occupanti sabaudi del ducato e venne riconfermato anche col ritorno degli Asburgo il 26 dicembre 1736. Per la fedeltà dimostrata, l'imperatore Carlo VI gli riconfermò anche il feudo di Maccagno Inferiore il cui possesso era già stato concesso a suo tempo a suo padre il 17 novembre del 1718, col diritto di battervi moneta come vicario del Sacro Romano Impero.

### Morte
Morì a Milano il 10 marzo 1744.

## Discendenza
Giovanni Benedetto e Clelia Grillo ebbero i seguenti figli:
- Giulia (5 luglio 1709 - 20 luglio 1779), sposò nel 1731 Filippo Archinto, conte di Tainate
- Renato (1710 - 1778), marchese di Angera, sposò la principessa Anna Maria Erba Odescalchi
- Maria Paola (10 gennaio 1712 - 1761), sposò nel 1738 il marchese Basilio Gonzaga di Luzzara
- Francesco (1º aprile 1713 - 15 ottobre 1775), conte di Arona, sposò nel 1753 Ignacia Ortis y Zorate
- Giuseppe (1714 - 1715)
- Carlo Felice Antonio (n. e m. 1715)
- Giustina (18 dicembre 1717 - 1747), sposò nel 1731 Giuseppe Agostino Bonanno Filangeri, principe della Cattolica
- Vitaliano (1720 - 1793), cardinale

## Ascendenza
|                                   |                  |                                         | Genitori                        |  |  | Nonni |  |  | Bisnonni           |  |  | Trisnonni         |  |
|                                   |                  |                                         |                                 |  |  |       |  |  | Carlo III Borromeo |  |  | Renato I Borromeo |  |
|                                   |                  |                                         |                                 |  |  |       |  |  | Carlo III Borromeo |  |  | Renato I Borromeo |  |
|                                   |                  | Ersilia Farnese                         |                                 |  |  |       |  |  | Carlo III Borromeo |  |  |                   |  |
| Renato II Borromeo                |                  |                                         |                                 |  |  |       |  |  | Carlo III Borromeo |  |  |                   |  |
|                                   |                  | Isabella D'Adda                         | Ercole D'Adda                   |  |  |       |  |  |                    |  |  |                   |  |
|                                   |                  | Isabella D'Adda                         | Ercole D'Adda                   |  |  |       |  |  |                    |  |  |                   |  |
|                                   |                  | Isabella D'Adda                         | Margherita D'Adda               |  |  |       |  |  |                    |  |  |                   |  |
| Carlo Borromeo Arese              |                  | Isabella D'Adda                         |                                 |  |  |       |  |  |                    |  |  |                   |  |
|                                   |                  | Bartolomeo III Arese                    | Giulio Arese                    |  |  |       |  |  |                    |  |  |                   |  |
|                                   |                  | Bartolomeo III Arese                    | Giulio Arese                    |  |  |       |  |  |                    |  |  |                   |  |
|                                   |                  | Bartolomeo III Arese                    | Margherita Legnani              |  |  |       |  |  |                    |  |  |                   |  |
| Giulia Arese                      |                  | Bartolomeo III Arese                    |                                 |  |  |       |  |  |                    |  |  |                   |  |
|                                   |                  | Lucrezia Homodei                        | Carlo Homodei                   |  |  |       |  |  |                    |  |  |                   |  |
|                                   |                  | Lucrezia Homodei                        | Carlo Homodei                   |  |  |       |  |  |                    |  |  |                   |  |
|                                   |                  | Lucrezia Homodei                        | Beatrice Lurani                 |  |  |       |  |  |                    |  |  |                   |  |
| Giovanni Benedetto Borromeo Arese |                  | Lucrezia Homodei                        |                                 |  |  |       |  |  |                    |  |  |                   |  |
|                                   | Livio Odescalchi | Guido Costantino Odescalchi             |                                 |  |  |       |  |  |                    |  |  |                   |  |
|                                   | Livio Odescalchi | Guido Costantino Odescalchi             |                                 |  |  |       |  |  |                    |  |  |                   |  |
|                                   | Livio Odescalchi | Lucrezia Rusconi                        |                                 |  |  |       |  |  |                    |  |  |                   |  |
| Carlo Odescalchi                  | Livio Odescalchi |                                         |                                 |  |  |       |  |  |                    |  |  |                   |  |
|                                   |                  | Paola Castelli                          | Nicolao Castelli                |  |  |       |  |  |                    |  |  |                   |  |
|                                   |                  | Paola Castelli                          | Nicolao Castelli                |  |  |       |  |  |                    |  |  |                   |  |
|                                   |                  | Paola Castelli                          | Giulia Giovanelli               |  |  |       |  |  |                    |  |  |                   |  |
| Giovanna Odescalchi               |                  | Paola Castelli                          |                                 |  |  |       |  |  |                    |  |  |                   |  |
|                                   |                  | Agostino Cusani, I marchese di Chignolo | Lelio Cusani                    |  |  |       |  |  |                    |  |  |                   |  |
|                                   |                  | Agostino Cusani, I marchese di Chignolo | Lelio Cusani                    |  |  |       |  |  |                    |  |  |                   |  |
|                                   |                  | Agostino Cusani, I marchese di Chignolo | Giustina Barbiano di Belgioioso |  |  |       |  |  |                    |  |  |                   |  |
| Beatrice Cusani                   |                  | Agostino Cusani, I marchese di Chignolo |                                 |  |  |       |  |  |                    |  |  |                   |  |
|                                   |                  | Giovanna Visconti di Sesto              | Ermes Visconti di Sesto         |  |  |       |  |  |                    |  |  |                   |  |
|                                   |                  | Giovanna Visconti di Sesto              | Ermes Visconti di Sesto         |  |  |       |  |  |                    |  |  |                   |  |
|                                   |                  | Giovanna Visconti di Sesto              | Margherita/Maria Taverna        |  |  |       |  |  |                    |  |  |                   |  |
|                                   |                  | Giovanna Visconti di Sesto              |                                 |  |  |       |  |  |                    |  |  |                   |  |